# Ligne de Templeuve à Don-Sainghin
La ligne de Templeuve à Don-Sainghin était une ligne ferroviaire française non électrifiée à voie unique reliant la gare de Templeuve à celle de Don - Sainghin, via Seclin.
Elle constitue la ligne no 265 000 du réseau ferré national.

## Historique
Dans les années 1860 émerge un projet d'une ligne de Templeuve à Hazebrouck.
La ligne est concédée par un traité signé le 25 septembre 1873 entre le préfet du département du Nord et la Compagnie du chemin de fer de Lille à Valenciennes. Ce traité est approuvé par un décret qui déclare la ligne d'utilité publique, à titre d'intérêt local, le 13 janvier 1874. Toutefois la compagnie n'entreprend pas la construction de la ligne.
Les 31 décembre 1875 et 2 février 1876, la Compagnie des chemins de fer de Lille à Valenciennes signe un traité avec la Compagnie des chemins de fer du Nord pour l'exploitation jusqu'à l'échéance de la concession de l'ensemble des lignes dont elle est concessionnaire. Ce traité est approuvé par un décret le 20 mai 1876.
Le 1er octobre 1878, la Compagnie du chemin de fer de Lille à Valenciennes et ses Extensions signe un acte d'abandon à l'État de son réseau.
La loi du 17 juillet 1879 (dite plan Freycinet) portant classement de 181 lignes de chemin de fer dans le réseau des chemins de fer d’intérêt général retient en no 6, une ligne de « Don à Templeuve ».
Le projet de ligne est intégré au réseau de Compagnie des chemins de fer du Nord selon les termes d'une convention signée entre le Ministre des travaux publics et la compagnie le 5 juin 1883. Cette convention est approuvée par une loi le 20 novembre suivant.
En 1891 débutent les travaux à partir de la gare de Templeuve, le tracé prévoit des stations à Cappelle-en-Pévèle, Pont-à-Marcq, Pont-Thibault, Avelin et Seclin, lors de son inauguration le 10 janvier 1894 elle a pour terminus la gare de Don-Sainghin. Elle ne sera jamais prolongée. La gare de Canchomprez a pour origine une demande de la municipalité de Templeuve.
La SNCF supprime le trafic voyageurs en 1952 sur le tronçon de Seclin à Pont-à-Marcq et l'année suivante (1953) entre Templeuve et Pont-à-Marcq. La section de la Cappelle-en-Pévèle à Pont-à-Marcq (PK 16,685 à 19,300) est déclassée par décret le 12 novembre 1954.
C'est en 1976 qu'a lieu la fermeture du dernier tronçon ouvert au trafic marchandises.
Un chemin de 8 km l'axe vert est établi sur l'ancienne ligne d'Annoeullin à Seclin